# Stockville
La ville de Stockville est le siège du comté de Frontier, dans l’État de Nebraska, aux États-Unis. Elle comptait 36 habitants lors du recensement de 2000.